# Бакты (село)
Бакты (каз. Бақты) — село в Каркаралинском районе Карагандинской области Казахстана. Административный центр Бактинского сельского округа. Находится примерно в 56 км к востоку от районного центра, города Каркаралинска. Код КАТО — 354843100.

## История
Основано в 1962 г. Прежнее название Новостройка.

## Население
В 1999 году население села составляло 1095 человек (554 мужчины и 541 женщина). По данным переписи 2009 года, в селе проживало 967 человек (471 мужчина и 496 женщин).